# Flagge Hawaiis

Gouverneursflagge

Ka Hae Hawaiʻi ist die Flagge des US-Bundesstaats Hawaii. Sie wurde 1816 eingeführt und ist somit eine der ältesten unverändert gebrauchten Flaggen der Welt, denn sie war auch das offizielle Symbol der Inselgruppe als Königreich (bis 1893), während der provisorischen Regierung (1893–1894), sowie Republik (1894–1898) und als Territorium der USA (1898–1959). Sie ist zudem die einzige Flagge eines US-Bundesstaats, die den britischen Union Jack als Bestandteil hat.
Seit 1990 wird in Hawaii der 31. Juli als Tag der Flagge (Ka Hae Hawaiʻi) begangen.

## Beschreibung

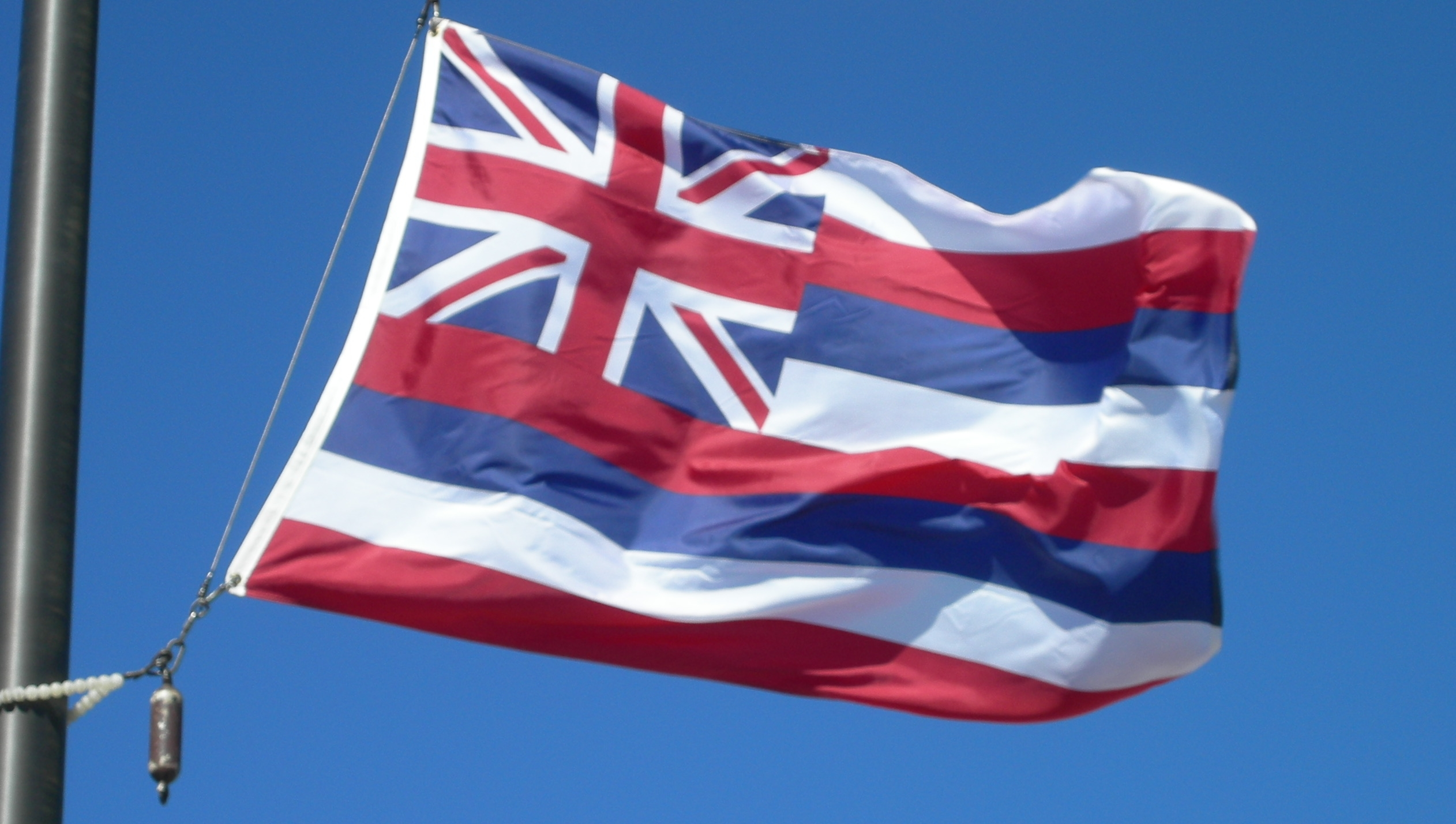
Die Flagge Hawaiis im Haleakalā-Nationalpark

Die Flagge besteht aus acht horizontalen Streifen, die sich von oben in den Farben weiß, rot und blau abwechseln. Sie symbolisieren die acht Hauptinseln des Archipels: Hawaiʻi, Oʻahu, Kauaʻi, Kahoʻolawe, Lānaʻi, Maui, Molokaʻi und Niʻihau. Die Gösch wird vom Union Jack eingenommen.

## Geschichte
Es kursieren mehrere Theorien über den Ursprung der Flagge. Die meisten Historiker schreiben den Entwurf einem Offizier der britischen Flotte zu, der sie nach dem Vorbild der Flagge des Vereinigten Königreiches gestaltete. Einer populären Version zufolge stellt sie jedoch eine Mischung aus den Flaggen der USA und Großbritanniens dar, mit dem König Kamehameha I. seinerzeit die beiden rivalisierenden Großmächte zu beschwichtigen suchte.
| Datum                   | Flagge                                      | Bild |
| ----------------------- | ------------------------------------------- | ---- |
| 1793–1794               | Red Ensign                                  |      |
| 1794–1816               | Union Jack (vermutlich bis 1801)            |      |
| 1816–1843               | Frühe Version der heutigen Flagge           |      |
| Juli 1843–Februar 1893  | Aktuelle Flagge nach dem Rückzug der Briten |      |
| Februar 1893–April 1893 | US-Flagge                                   |      |
| 1894–1898               | Republik Hawaii                             |      |
| 1898–1959               | US-Territorium Hawaii                       |      |
| 1959–heute              | Offizielle Staatsflagge                     |      |